# Ampithoe serraticauda
Ampithoe serraticauda is een vlokreeftensoort uit de familie van de Ampithoidae. De wetenschappelijke naam van de soort is voor het eerst geldig gepubliceerd in 1972 door Rabindranath.